# Motoneuron
Unter dem Begriff Motoneuron oder motorisches Neuron werden die efferenten (ausführenden) Nervenzellen zusammengefasst, die die Muskulatur des Körpers innervieren und somit Grundlage aktiver Kontraktionen der Skelettmuskeln sind. 
Man unterscheidet das
- obere Motoneuron (engl. upper motoneuron, UMN oder 1. Motoneuron) und das
- untere Motoneuron (engl. lower motoneuron, LMN oder 2. Motoneuron).

Der Informationsfluss bei den meisten Bewegungen bzw. der Steuerung der Muskelspannung geht dabei vom Gehirn über die oberen Motoneuronen zu den unteren Neuronen bis zur Muskulatur. Ausnahme ist beispielsweise der Reflexbogen.

## Oberes Motoneuron (UMN)
Das UMN ist für die bewusste Auslösung der Bewegung zuständig (Willkürmotorik) und steuert außerdem die Körperhaltung. Seine Zellkörper, die Betzschen Riesenzellen, liegen in der motorischen Rinde im Gehirn. Die Axone bilden einen Teil der Pyramidenbahn. Sie ziehen nie direkt zu den Muskeln, sondern immer zum LMN, die Aktionen des UMN werden also stets über das LMN im Rückenmark vermittelt.
Weiter gefasst versteht man unter dem UMN – neben den beschriebenen Pyramidenbahnen – auch extrapyramidalmotorische Bahnen, die ihren Ausgangspunkt an anderen Stellen des Gehirns nehmen.

## Unteres Motoneuron (LMN)
Das LMN ist der eigentliche Impulsgeber für die Muskeln. Die Zellkörper der unteren Motoneuronen für die Muskulatur des Rumpfes und der Gliedmaßen sowie Teile der Halsmuskulatur liegen im Vorderhorn (bei vierbeinigen Tieren besser als Ventralhorn bezeichnet) der grauen Substanz des Rückenmarks. Diese motorischen Wurzelzellen bilden über die gesamte Länge des Rückenmarks die sogenannte motorische Kernsäule. In jedem Rückenmarkssegment verlassen Axone über den jeweiligen Spinalnerv den Wirbelkanal. Dieser zieht, sich in mehrere Äste teilend, zu den motorischen Endplatten der Muskeln seines Versorgungsgebietes (Myotom). Für die quergestreifte Muskulatur des Kopfes liegen die Zellkörper in den motorischen Kernen (Nuclei motorii) der Hirnnerven.
Das LMN ist der efferente Schenkel aller Bewegungen und Reflexe. Die Nervenfasern der LMNs lassen sich in zwei Typen unterteilen:
- Die Aα-Fasern innervieren die extrafusalen Skelettmuskelfasern und sind für die Muskelkontraktion zuständig.
- Die Aγ-Fasern innervieren die intrafusalen Skelettmuskelfasern und regulieren die Empfindlichkeit der Längenrezeptoren.

Eine Schädigung des LMN führt zu einem Ausfall der zugehörigen Muskulatur und – wenn genügend viele Motoneurone betroffen sind – zu einem Verlust von Kraft (Parese) und Ausfall der betreffenden Reflexe. Wenn nur ein einzelnes Rückenmarkssegment betroffen ist, kann es aufgrund der Plexusbildung der Spinalnerven auch zu nur partiellen Ausfallserscheinungen kommen. Ein verminderter Reflex kann auch Zeichen einer Schädigung sensibler Neurone sein.